# Carpathonesticus birsteini
Carpathonesticus birsteini là một loài nhện trong họ Nesticidae.
Loài này thuộc chi Carpathonesticus. Carpathonesticus birsteini được miêu tả năm 1947 bởi Charitonov.